# コスモパーク加太
コスモパーク加太（コスモパークかだ）は、和歌山県和歌山市に造成された企業団地である。

## 概要
和歌山県和歌山市北西部の加太および磯の浦に位置する。関西国際空港から阪和自動車道などを経て自動車で約45分である。
和歌山県土地開発公社によってバブル経済期に開発が計画され、その内容は、和歌山市加太の北方に広がる丘陵地を切り開いて関西国際空港第一期工事の埋立地造成に要する土砂採取をし、それによって生じた土地に複合都市を建設するものであった。土砂採取事業は1986年（昭和61年）から1991年（平成3年）にかけて実施され、跡地は2,521,000 m2（約252 ha）に及んだ。開発にあたっては、近畿圏整備法を根拠とする近畿圏都市開発区域の地域指定に基づいて実施され、7区画を造成した。

## バブル崩壊と企業誘致
日本がバブル景気に沸いていた時勢においては、土地取得行為を察知されることによって土地投機などを主因とした地価高騰を防ぐため、全国的に公社を利用した開発行為が常態化していた。好景気下においては議会の承認を必要とする自治体とは異なり、迅速に対応が可能であったことも利点でもあったが、結果として過剰な開発を招き、バブル崩壊によってコスモパーク加太を含めた多くの土地が売却できずに残ってしまった。
企業誘致の転機となったのが2003年（平成15年）4月21日に構造改革特区に指定を受け、従来は制限されてきた土地開発公社の所有する造成地の賃貸事業が特例措置として適用されたことであった。これにより、カゴメとオリックスが共同出資し、カゴメの関連企業である加太菜園の工場受け入れを果たし、同社は2005年（平成17年）に稼働を開始した。また、2007年（平成19年）に成立した企業立地促進法に基づいて制定された紀ノ川流域地域基本計画によって重点区域に指定されたことで100億円を最高額とする奨励金制度が設けられているが、加太菜園の区画以外は2012年9月現在においても分譲中となっており、長期間にわたって1社のみの入居状況が続いていた。
2024年、約37ヘクタールが、米IT大手グーグルの関連企業に売却され、情報処理の高速化などを担う「データセンター」が建設される予定である。

## コスモパーク加太太陽光発電所
入居企業の少ない状況下で新たな動きとなったのは2012年（平成24年）7月1日に施行された再生可能エネルギーの固定価格買取制度である。これにさきがけて大規模太陽光発電所（メガソーラー）構想が持ち上がり、和歌山県によると、2011年（平成23年）7月に同制度の審議以降に20件を超える企業から問い合わせがあったという。最終的には造成地南側の企業立地に適さない28度の傾斜地に28,000 m2の太陽電池の設置用地を確保し、事業者側はトヨタタービンアンドシステムが技術提供し、ウエストホールディングスが中心となって太陽光発電に取り組むこととなり、2012年4月4日に和歌山県と事業者との調印がなされた。
その後、2012年7月に着工し、完成予定から多少遅れたものの、8月末に長さ750m、高さ50mに8316枚の太陽電池を配置し、最大出力2MWの発電能力を有する発電施設が完成。和歌山県初の大規模太陽光発電所として9月20日から関西電力への売電事業を開始した。年間の予想発電量は227万kWhで、これは一般家庭約630世帯分に相当する。

## 財政状況と今後の課題
開発計画当初からコスモパーク加太を中心に大阪府泉南郡岬町とを結ぶ加太岬スカイラインや京奈和自動車道の建設計画があった。1992年（平成4年）に閣議決定された「第11次道路整備5箇年計画」において、紀淡連絡道路を含む大阪湾環状道路事業計画が明示されたことで、より強固な道路計画となってはいるが、2012年現在はいずれも事業着手はなされていない。
また、開発の契機となった関西国際空港の土砂採取事業では833億円の収入に対し、支出は1156億円であったため、当初から322億円の赤字を抱えることとなった。本来であれば、売却益を借金の返済に充てることとしていたが、土地の分譲にあたっては赤字補填のために周囲より坪単価を上げざるを得ないことから計画の破綻を危惧する声も出ていた。これは現実となり、前述のとおり長期間にわたって入居企業がなかったため、438億円もの負債を抱え、期限までに返済が不可能となってしまった。そこで、構造改革特区を利用して和歌山県が土地を借入することとなったが、なおも予断を許さない状況にあることから、全区画分譲の早期決着が課題となっている。